# Sori
Sori (ligur nyelven Söi) település Olaszországban, Liguria régióban, Genova megyében. Lakosainak száma 3992 fő (2023. január 1.). Sori Avegno, Bargagli, Bogliasco, Genova, Lumarzo, Recco, Uscio és Pieve Ligure községekkel határos.

## Népesség
A település lakossága az elmúlt években az alábbi módon változott:
| Lakosok száma | 4148 | 4204 | 4034 | 4507 | 4490 | 4809 | 4518 | 4351 | 4176 | 3992 |
|               | 1861 | 1881 | 1911 | 1931 | 1951 | 1971 | 1991 | 2008 | 2017 | 2023 |